# Échangeur de Battice
L'échangeur de Battice est un échangeur de Belgique entre l'A3 (E40) et l'A27 (E42). Celui-ci se situe en dessous de la LGV 3 qui se situe à cet emplacement sur un viaduc.